# Preben Elkjær
Preben Elkjær Larsen (født 11. september 1957) er en dansk tidligere fodboldspiller (angriber). Han spillede 69 A-landskampe for Danmark og scorede 38 mål. Han blev kåret til Årets Fodboldspiller i Danmark i 1984.

## Profil
Preben Elkjær var kendt som en notorisk storryger – til stor irritation for hans skiftende trænere. Hans spillestil kunne imidlertid tage vejret fra de fleste og var især præget af en indædt beslutsomhed. Han gav aldrig op på en tabt bold, hvilket ofte resulterede i scoringer, når forsvarsspillerne ikke så faren og blev overhalet indenom af den pågående og iltre angriber.

## Klubkarriere
Elkjær indledte fodboldkarrieren i Frederiksberg Boldklub og Vanløse Idræts Forening, men skiftede tidligt til udlandet.
Han indledte karrieren som udlandsprofessionel i FC Köln, der på det tidspunkt var en europæisk storklub. Men Elkjær kunne ikke finde sig til rette med den tyske disciplin og kom hurtigt på kant med træner Hennes Weisweiler, hvorfor opholdet blev kortvarigt og uden større succes. Efterfølgende tog Elkjær til Lokeren i Belgien, hvor han spillede i fem år og scorede imponerende 98 mål.
Efter en forrygende indsats ved EM i 1984 blev Elkjær solgt for 18 mio. kr. til den italienske Serie A klub Hellas Verona. I Verona blev Elkjær den absolutte publikumsyndling og var nøglefiguren bag klubbens sensationelle italienske mesterskab i 1985. I samme sæson opnåede han legendestatus i italiensk fodbold, da han scorede mod Juventus efter en fantastisk solotur, hvor han tabte sin højre støvle, men alligevel fortsatte for til sidst at sætte bolden i nettet med en strømpesok.
I 1984 sluttede Elkjær på tredjepladsen og i 1985 på andenpladsen i kåringen af årets spiller i europæisk fodbold, begge gange overgået af Michel Platini, som spillede for Juventus.
I 1988 skiftede Elkjær til Vejle Boldklub, hvor han blev genforenet med værelseskammeraten fra de glade 80'ere i Frankrig og Mexico, Allan Simonsen. Elkjærs genkomst i dansk fodbold skabte kaos ved tælleapparaterne på Vejle Stadion, og Elkjær lagde godt ud med at snyde forsvarspillerne på sin frække og lidt arrogante facon. Imidlertid var Elkjær slidt efter mange år i professionel fodbold og efter en række skader besluttede han sig for at stoppe. Inden nåede han også at agere forsvarsspiller i Vejle Boldklub.
Elkjær afsluttede karrieren i 1990 med et rødt kort i en nedrykningskamp mod B1913 på Vejle Stadion.

## Landsholdskarriere
Preben Elkjær debuterede på landsholdet 27. juni 1977. Han viste med det samme sin målfarlighed, da han scorede begge danske mål i 2-1 sejren over Finland i Helsingfors. I 1978 scorede han i sin anden kamp det afgørende mål i 2-1 sejren på udebane over Norge kort efter at være blevet skiftet ind, og han blev siden fast mand på landsholdet.
Elkjær var en af hovedkræfterne bag det danske landsholds første kvalifikation til en international turnering. I 1983 bragte han Danmark foran 1-0 i udekampen mod Grækenland, hvor en 2-0 sejr sikrede Danmark deltagelse ved EM 1984 i Frankrig.
Turneringen blev Elkjærs internationale gennembrud. Han scorede mod Jugoslavien og blev matchvinder i 3-2 kampen mod Belgien. Elkjær blev imidlertid også 'skurken' for Danmark: I semifinalen mod Spanien sendte han det sidste danske forsøg i straffesparkskonkurrencen over mål og spaniernes Manuel Sarabia kunne herefter score sikkert til slutresultatet 6-5.
Der var imidlertid ingen tvivl om at Preben Elkjær var en af verdens farligste angribere midt i 1980'erne, og han fortsatte indsatsen på landsholdet med verdensklassespil i kvalifikationsturneringen til VM i Mexico i 1986. Især 4-2 sejren over Sovjetunionen d. 5. juni 1985, hvor Elkjær og Michael Laudrup hver stod for to danske mål, står som et af højdepunkterne i landsholdskarierren. Ved VM blev Elkjær en af de helt store profiler. Han scorede fire mål, de tre i 6-1 sejren over Uruguay.
Elkjær deltog også på det danske landshold ved EM i 1988, men det lykkedes ikke Elkjær at score eller imponere spillemæssigt. Den svage danske indsats i turneringen indvarslede et generationsskifte på holdet og 2-0 nederlaget til Vesttyskland under EM-slutrunden blev Elkjærs sidste landskamp.

## Senere karriere
Efter afslutningen af den aktive karriere var Elkjær fortsat engageret i fodbolden. Han var kortvarigt træner for Silkeborg IF og købte sig senere ind i B.93.
Som old-boys spiller vandt Preben Elkjær sit eneste danske mesterskab, da han spillede for Skovshoved I.F – i øvrigt sammen med en række andre tidligere landsholdsprofiler som blandt andre Michael Manniche, Jan Bartram og Jacob Friis-Hansen.
Han har imidlertid primært været engageret i medieverdenen, både i forsøget på at lancere en dansk sportskanal og som tv-kommentator.